# Éléovna
 (mars 2025).
Si vous disposez d'ouvrages ou d'articles de référence ou si vous connaissez des sites web de qualité traitant du thème abordé ici, merci de compléter l'article en donnant les références utiles à sa vérifiabilité et en les liant à la section « Notes et références ».
Éléovna est un prénom féminin.
C'est un prénom qu'on peut qualifier de prénom de composition.
Inspiré du nom de famille d'une patineuse artistique russe : Eleovina[Qui ?] puis francisé.
Il a été accepté pour la première fois par la mairie d'Ermont, dans le Val-d'Oise, en 1973.
Sa variante Eleovina apparait également au Pérou : https://www.linkedin.com/pub/eleovina-orber-torres/81/b84/ab9